# Wala-Twist (EP)
Wala-Twist – minialbum muzyczny Filipinek wydany w 1964 roku w Polsce przez Polskie Nagrania „Muza” (N0298). 

## Materiał muzyczny
Na płycie zamieszczono dwa największe przeboje z pierwszego okresu funkcjonowania zespołu Filipinki: „Batumi” (Artemi Ajwazjan / Ola Obarska) i „Wala–Twist” (muz. Jan Janikowski, sł. Włodzimierz Patuszyński), żartobliwy hymn na cześć pierwszej kobiety w kosmosie, radzieckiej kosmonautki Walentyny Tierieszkowej. Obok nich znalazły się filipinkowe covery spopularyzowanej przez Peggy Lee piosenki „Mr Wonderful” z polskim tekstem Oli Obarskiej oraz opatrzonego polskim tekstem Krystyny Wolińskiej utworu ze ścieżki muzycznej francusko-hiszpańskiego filmu Pierre'a Gasparda-Huit i Ramóna Torrado Praczki z Portugalii (Las Lavanderas de Portugal, 1957).

## Informacje dodatkowe
Była to pierwsza z dwóch polskich debiutanckich epek zespołu wydanych w 1964 roku, a zarazem jeden z największych komercyjnych sukcesów Filipinek. Płyta sprzedała się w nakładzie 351 500 sztuk, przynosząc Polskim Nagraniom Muza około 2 500 000 zł dochodu. Razem z podobnym zyskiem, uzyskanym ze sprzedaży drugiej epki Filipinek (Filipinki – to my, N0299), dało to Polskim Nagraniom Muza okrągłe 5 milionów złotych, za które wyprodukowały i w obniżonej cenie wypuściły na rynek komplet 14 długogrających płyt winylowych z dźwiękową wersją Pana Tadeusza Adama Mickiewicza (XL211–XL224), czytanego przez Aleksandra Bardiniego (Księga I), Andrzeja Szczepkowskiego (Księga II), Andrzeja Łapickiego (Księga III), Tadeusza Łomnickiego (Księga IV), Mariana Wyrzykowskiego (Księga V), Jana Świderskiego (Księga VI), Wieńczysława Glińskiego (Księga VII), Gustawa Holoubka (Księga VIII), Mieczysława Mileckiego (Księga IX), Janusza Warneckiego (Księga X), Jana Kreczmara (Księga XI) i Ignacego Gogolewskiego (Księga XII). Każda z wokalistek zespołu Filipinki za nagranie jednego utworu na minialbum Wala-Twist otrzymała jednorazowe honorarium w wysokości około 100 zł.

## Lista utworów
|          | Nr                     | Tytuł           | Muzyka                  | Słowa | Czas |
| -------- | ---------------------- | --------------- | ----------------------- | ----- | ---- |
| Strona A |                        |                 |                         |       |      |
| 1        | „Wala-Twist”           | Jan Janikowski  | Włodzimierz Patuszyński | 2:32  |      |
| 2        | „Mr Wonderful”         | Jerry Bock      | Ola Obarska             | 3:09  |      |
| Strona B |                        |                 |                         |       |      |
| 1        | „Batumi”               | Artemi Ajwazjan | Ola Obarska             | 2:48  |      |
| 2        | „Praczki z Portugalii” | André Popp      | Krystyna Wolińska       | 2:47  |      |

## Wykonawcy
Filipinki w składzie:
- Zofia Bogdanowicz
- Niki Ikonomu
- Elżbieta Klausz
- Krystyna Pawlaczyk
- Iwona Racz
- Krystyna Sadowska
- Anna Sadowa

Zespół instrumentalny Jana Janikowskiego.
Opieka artystyczna i aranżacja – Jan Janikowski.